# 1929, Pt. 3
1929, Pt. 3 è il sesto album in studio del gruppo musicale sudafricano Kongos, pubblicato il 21 aprile 2022.

## Tracce
1. Terrified - (Daniel Kongos) - Voce: Daniel
2. Speak Free - (Jesse Kongos) - Voce: Jesse
3. Mad Man - (John Kongos) - Voci: John e Dylan
4. Fly - (Jesse Kongos) - Voce: Jesse
5. Far Away - (Dylan Kongos) - Voce: Dylan
6. Never Like This - (Daniel Kongos) - Voce: Daniel
7. Interference - (John Kongos, Dylan Kongos) - Voci: John e Dylan
8. Small Talk - (Dylan Kongos) - Voce: Dylan
9. Flash Flood - (Dylan Kongos) - Voce: Dylan
10. Lord Of The Flies - (Jesse Kongos) - Voce: Jesse

## Formazione
- Dylan Kongos - Voce, cori, basso elettrico, basso synth, programmazione, pedal steel guitar (5,8), sintetizzatore aggiuntivo (7,9), chitarra (6)
- John Kongos - Tastiere, sintetizzatori, pianoforte, fisarmonica, programmazione, vocoder, voce, cori
- Jesse Kongos - Batteria, percussioni, programmazione, missaggio, voce, cori
- Daniel Kongos - Chitarra, voce, cori